# Lupin III: Farewell to Nostradamus
Lupin III: Farewell to Nostradamus (ルパン三世 くたばれ!ノストラダムス Rupan sansei: Kutabare! Nosutoradamusu) – japoński film animowany z 1995 roku w reżyserii Shunyi Ito i Takeshiego Shirato. Stworzony na podstawie mangi Lupin III autorstwa Monkey Punch. Jest to czwarty kinowy film animowany z serii.

## Fabuła
Lupin i Jigen wracają z udanej kradzieży. Są w posiadaniu cennego diamentu ukrytego w lalce. Jednakże lalka zostaje zabrana przez dziewczynkę o imieniu Julia. Chcąc odzyskać skarb, Lupin ściga dziecko po samolocie, aż w końcu wpada na Fujiko, która, jak się okazuje, zajmuje się Julią. Nagle samolot zostaje zaatakowany przez przestępców żądających okupu za pasażerów. Mężczyzna o imieniu Chris zdalnie aktywuje bombę trzymaną przez bandytów. Lupin i Jigen wykorzystują ich rozproszenie, by ich pokonać, a bombę zostawiają Inspektorowi Zenigacie, który zjawił się na miejscu, aby aresztować bohaterów. Julia zostaje porwana przez Chrisa, gdyż jest córką Douglasa – polityka ubiegającego się o stanowisko prezydenta Stanów Zjednoczonych. Okazuje się, że Douglas jest w posiadaniu księgi Nostradamusa, potrzebnej do otworzenia znajdującego się w jego budynku sejfu. Lupin, Jigen oraz Goemon muszą zdobyć księgę, odzyskać zabrany diament oraz przy okazji uratować Julię i później porwaną Fujiko.

## Obsada (oryginalna wersja japońska)
Jest to pierwszy film, w którym Kanichi Kurita gra Lupina. Oryginalny aktor, Yasuo Yamada, miał początkowo odegrać tę rolę, jednak zmarł zanim nagrywanie dialogów zostało ukończone.
- Arsène Lupin III: Kanichi Kurita
- Daisuke Jigen: Kiyoshi Kobayashi
- Fujiko Mine: Eiko Masuyama
- Inspektor Koichi Zenigata: Gorō Naya
- Goemon Ishikawa XIII: Makio Inoue
- Julia: Yumi Adachi
- Chris: Akio Ōtsuka
- Douglas: Osamu Saka
- Maria: Fumi Dan